# 黑人抬棺专业团队
黑人抬棺专业团队（直译：跳舞的抬棺者）是一支来自加纳共和國阿散蒂地区的护柩者团队。2020年4月，其抬棺舞（Coffin Dance）在全球网路爆红。

## 背景
2020年4月，因嚴重特殊傳染性肺炎（COVID-19）疫情，全球死亡人數超過10萬人，加纳抬棺舞者為當地新興喪禮儀式產物。来自阿散蒂地区，以本杰明·艾杜（Benjamin Aidoo）为首的团队即开始了持续的护柩服务。因丧礼在加纳文化中属于较隆重的公众场合，為不讓喪禮充斥傷痛，艾杜首创由4至6名護柩人員肩扛棺材跳舞的方式来融入他们的护柩工作中，以此来活跃人群的欢乐气氛。其团队首次成名于2017年，英国广播公司（BBC）、美联社等在当时先后对他们进行了報導。
这个行业同時也在當地創造許多职位机会，产生了各类抬棺团队，也曾发生过有团队在抬棺起舞时不慎將棺材滑落，逝者遗体被甩出的事故。

## 迷因文化
2020年4月，本杰明·艾杜的团队成为黑色幽默的网络迷因，有网友将他们的抬棺跳舞视频制作成踩点短视频，亦有网友将人们遭遇各种事故的片段与他们当时接受采访和抬棺跳舞的片段进行剪辑。这些视频被广泛地上传至TikTok、YouTube、bilibili等影音網站，剪辑中常用的音乐〈Astronomia〉也随之在全球竄紅。后期该迷因也与COVID-19防疫的宣传广告相结合，团队本身也积极帮助宣传防疫，班傑明·艾杜也在宣導片中呼吁人们“待在家里或与其共舞”（Stay at home or dance with us）。

## 备注
1. ↑  指画面与节奏一致